# Nosedole
Nosedole è una frazione del comune di Roncoferraro, in provincia di Mantova.

## Geografia fisica
Nosedole è localizzato a circa 20 km dalla città di Mantova. In territorio comunale dista 4 km da Roncoferraro e 5 km da Governolo. I comuni limitrofi sono quelli di Sustinente e di Villimpenta.

## Origini del nome
La sua denominazione deriva dal tardo latino nucetum o nocetulum ossia noceto.

## Monumenti e luoghi d'interesse
Tra i beni artistici rilevante è la chiesa parrocchiale di San Matteo, di stile tardo barocco, edificata negli anni 1746 e 1747. All'interno è conservata una tela seicentesca della scuola di Francesco Borgani proveniente dall'oratorio di San Cassiano.
Altro complesso di valore artistico è la corte Facchina, in particolare il palazzo padronale realizzato dall'architetto fiorentino Luca Fancelli nella seconda metà del Quattrocento. L'edificio fu poi parzialmente ristrutturato nell'Ottocento.
Di particolare interesse, più storico che artistico, è la Corte Forte d'Attila, che deve il suo nome alla tradizione popolare che in quel luogo vi ha sempre immaginato esserci stato l'accampamento degli unni, il cui re Attila, nel 452 d.C., nei pressi di Governolo, incontrò Papa Leone I.